# Novemberpogrom in Leipzig

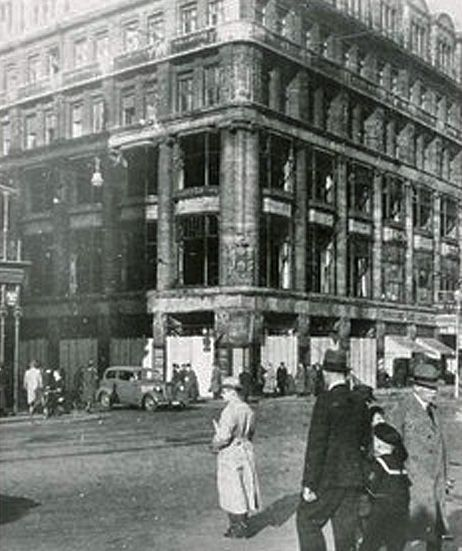
Das ausgebrannte Kaufhaus Bamberger & Hertz im Königsbau in Leipzig nach dem Pogrom (1938)

Das Novemberpogrom in Leipzig ereignete sich am 9. und 10. November 1938 und war Teil der Novemberpogrome 1938. Opfer waren jüdische Einrichtungen und Juden in Leipzig. Die Ereignisse wurden vom US-amerikanischen Konsul in Leipzig, David H. Buffum, dokumentiert. Als Quelle nennt er Augenzeugenberichte und eigene Beobachtungen.

## Historischer Kontext
Die Ausführenden der Gewalt- und Zerstörungswelle waren Angehörige der SA, der SS, der Gestapo ebenso wie Bürger, während Beamte zuschauten, wie jüdisches Eigentum in der Stadt zerstört wurde. Das Pogrom betraf jüdische Männer, Frauen und Kinder. In Leipzig gab es eine größere Konzentration im Ausland geborener Juden als in anderen deutschen Städten. Diese starke Präsenz wirkte sich negativ auf ihre Lage aus, da die Repressalien für die Leipziger Juden bereits vor dem Novemberpogrom begannen und die Auswirkungen besonders groß waren.
Während des Novemberpogroms wurde das jüdische gesellschaftliche Leben in Leipzig weitgehend zerstört. Im Auftrag des US-Außenministeriums verfasste der US-Konsul David H. Buffum einen 16-seitigen Bericht mit dem Titel „Antisemitischer Ansturm in Deutschland wie in Leipzig gesehen“ (Anti-semitic Onslaught in Germany as Seen from Leipzig). Ein fünfseitiger Auszug aus dem Bericht wurde auch in den Dokumenten der Nürnberger Prozesse verwendet und anschließend ausführlich in mehreren anderen englischsprachigen Sammlungen zur deutschen Geschichte zitiert.

## Brandstiftungen

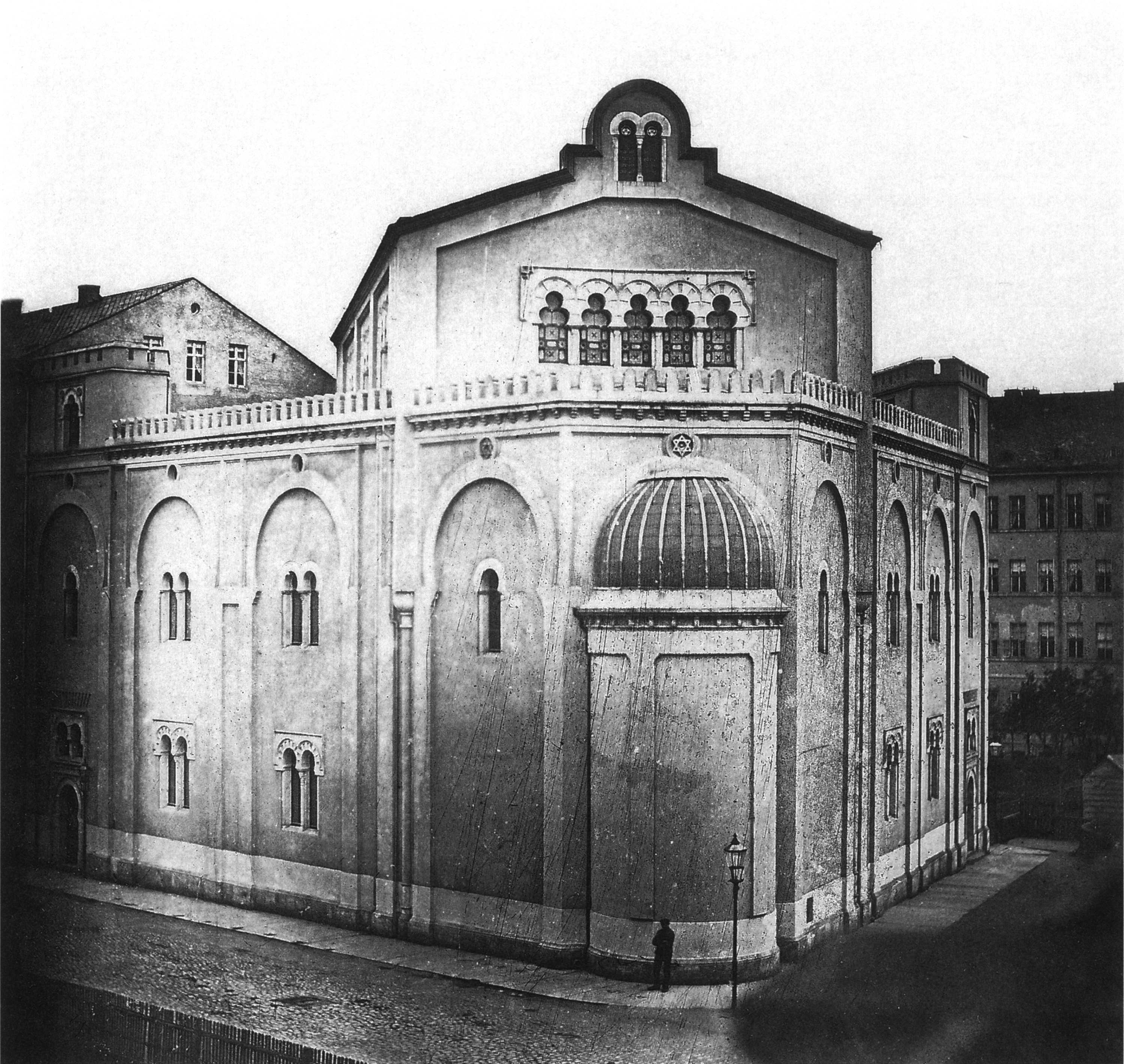
Große Gemeindesynagoge Leipzig

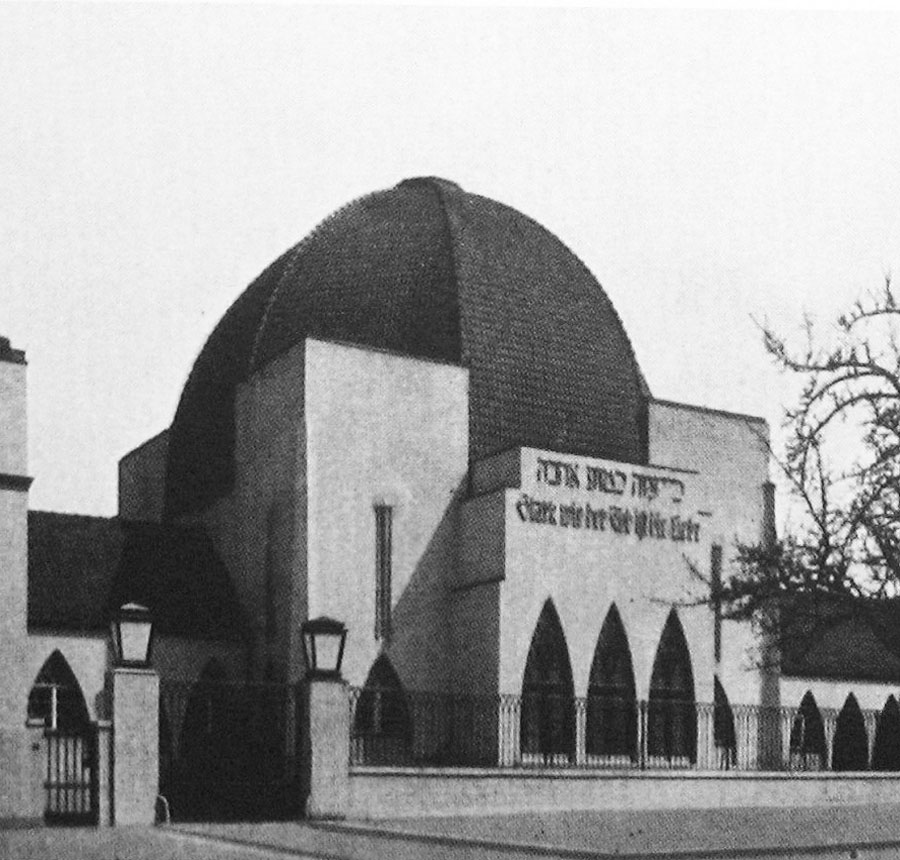
Feierhalle des jüdischen Friedhofes

Am frühen Morgen des 10. November 1938 befahl der Kreisleiter der NSDAP, Ernst Wettengel, der Leipziger SA, auf Anordnung der zentralen NSDAP ein Pogrom zu inszenieren. Das NS-Kraftfahrkorps (NSKK) bildete mehrere Trupps, die sich mit gefüllten Benzinkanistern zu festgelegten Zielen aufmachten. Um 3.51 Uhr an diesem Tag zündeten SA-Männer in ziviler Kleidung die Gemeindesynagoge in der Gottschedstraße an, die nur 80 Meter vom Sitz der NS-Kreisleitung entfernt war. Ebenfalls am Morgen wurden die Ez-Chaim-Synagoge, das Kaufhaus Bamberger und Hertz, die Höhere Israelitische Schule und die Große und die Kleine Trauerhalle des jüdischen Friedhofs in der Delitzscher Straße in Eutritzsch in Brand gesteckt. Alle heiligen Artefakte und Dokumente wurden geschändet und in vielen Fällen zur Verbrennung auf die Straße geworfen. Die verkohlten Mauern des Kaufhauses Bamberger und Hertz waren noch tagelang Anziehungspunkt einer sprachlosen Leipziger Menge.
Die eingreifende Feuerwehr Leipzig gab die Ursache der Brände als „unbekannt“ an und versuchte lediglich, die Ausbreitung der Flammen zu verhindern, um das Eigentum der deutschen Nichtjuden zu schützen, wie es von den NS-Funktionären angeordnet worden war.
Der Verlust an Sachwerten war zwar erheblich, blieb aber hinter der Zerstörung von Vermögenswerten zurück. Viele Juden wurden gezwungen, die Trümmer der verbrannten Gebäude zu beseitigen.

## Sachbeschädigungen und Plünderungen
Am Pogrom Beteiligte schlugen Hunderte jüdischer Schaufenster ein, so am Warenhaus Ury. Auf der Suche nach Wertgegenständen wurden jüdische Häuser und Synagogen zerstört. Die Plünderer nahmen Archive und Schriftrollen, die silbernen Toraschilde sowie einige Glocken und Münzen mit. Familien berichteten, dass sie Schmuck, Silberwaren und andere Wertgegenstände, Möbel und Bargeld aus ihren Häusern verloren hätten. In einem der jüdischen Viertel von Leipzig wurde ein achtzehnjähriger Junge aus dem dritten Stock seiner Wohnung geworfen. Er landete zwischen brennenden Möbeln aus seiner Wohnung und aus denen seiner Nachbarn und brach sich beide Beine. Auch der Hund einer jüdischen Familie wurde aus einer vierstöckigen Wohnung geworfen und brach sich das Rückgrat. 10 Leichen auf dem jüdischen Friedhof an der Delitzscher Straße blieben eine Woche unbestattet, weil  die Totengräber und Friedhofswärter im Gefängnis waren. Insgesamt wurden in der ersten Nacht 193 Geschäfte, 34 Privathäuser, 3 Synagogen, 4 kleinere Tempel, die Friedhofskapelle und das Ariowitsch-Altersheim zerstört mit einem geschätzten Schaden von mehreren Millionen Reichsmark.

## Verhaftungen
Verhaftungen von jüdischen Mitbürgern führten Gestapo- sowie Kriminalbeamte durch. Sie arbeiteten mit der SA und der SS zusammen, darüber hinaus zerrte die Menge Juden aus ihren Häusern und brachte sie zur Polizei. Der Mob marschierte in kleinen Gruppen durch die Viertel und klopfte an die Türen von Juden, rief „Juden heraus!“ und „Raus ihr Judenschwein!“, brach die Türen der Häuser ein und schleppte Juden weg, die nicht umgehend auf Befehle reagiert hatten.
Drei arische Professoren der Universität Jena wurden verhaftet und in Konzentrationslager gebracht, weil sie ihre Missbilligung über die aktuellen Ereignisse zum Ausdruck gebracht hatten.

### Folter
Einige der an diesem Tag in Leipzig festgenommenen Juden wurden in das Gerichtsgefängnis gebracht, andere in das örtliche Obdachlosenheim. Ein Leutnant folterte Festgenommene im Obdachlosenheim indem er sie zwang, die ganze Zeit zu stehen und im Raum einen Hindernisparcours aufzubauen. Sogar die festgenommenen älteren Menschen wurden zur Teilnahme gezwungen, aber denjenigen, die die Strecke offensichtlich nicht bewältigen konnten, wurde eine andere Aufgabe aufgezwungen. Ihnen wurde befohlen, im Kreis zu stehen und ein Schlaflied mit dem Titel „Weißt du, wie viel Sternlein stehen?“ zu singen. Bei der Ankunft im KZ Buchenwald wurden die Männer als Zuhälter, Betrüger, Talmudisten und anderes beschimpft. Die SS versuchte, mit den Häftlingen zu scherzen und sich zu unterhalten, jede stumme Reaktion des Häftlings führte dazu, dass der Unglückliche mit dem Gewehrkolben getroffen wurde. Fast alle Gefangenen bluteten. Andere Festgenommene wurden angewiesen, sich in einem Tunnel aufzustellen, nur um dann von der SS zu militärischen Übungen gezwungen zu werden. Und das alles, während sie geschlagen und beschimpft wurden.
Im Leipziger Zooviertel wurden Menschen in das ausgemauerte Flussbett der Parthe getrieben und dort stundenlang festgehalten, bespuckt und mit Schlamm beworfen. Seit 1988 erinnert an dieser Stelle das Denkmal für jüdische Bürger in Leipzig an die Ereignisse. Einige von ihnen durften später nach Hause zurückkehren, die meisten wurden jedoch in ein Konzentrationslager überstellt. Zwei Personen, der Arzt Felix Cohn und der Geschäftsmann Rachmiel Preismann, kamen bei diesen Drangsalierungen um. Eine andere Gruppe von Festgenommenen musste vierzehn Stunden lang ohne Nahrung zum Konzentrationslager laufen. Als sie im Lager ankamen, waren die Bedingungen miserabel, es gab kein Trinkwasser. Es wurde ein behelfsmäßiger Wasserlauf gegraben, aber nur Sterbende oder Geisteskranke tranken daraus. Die SS richtete in den Konzentrationslagern Toiletten ein, aber es waren einfach nur Gruben mit ein paar Gittern darüber, und viele ertranken, indem sie hineinfielen oder von der SS gestoßen wurden.
Nach einer zeitgenössischen Quelle wurden am ersten Tag der Novemberpogrome 12.000 Menschen aus verschiedenen Teilen Deutschlands ins Konzentrationslager Buchenwald verbracht, tausend davon stammten aus Leipzig. In einer Gruppe, die 250 Häftlinge umfasst haben soll, starben 26 während des Novemberpogroms, 17 wegen der Kälte. Nach aktuellem Stand der Forschung wurden in Leipzig bis zum 15. November annähernd 550 Juden verhaftet und etwa 350 von ihnen in die Konzentrationslager Buchenwald und Sachsenhausen gebracht. Mindestens zwölf Leipziger Juden starben in diesen Lagern.

## Frauen und Kinder
Während des Novemberpogroms wurden Frauen und Kinder nicht verhaftet, wurden aber Opfer von Gewalt bei Hausdurchsuchungen. Im Stadtteil Eutritzsch wurden zunächst die Frauen verschleppt und erst später auf dem Platz wieder mit den Männern vereint, ihrer Habseligkeiten beraubt und im Laufe des Tages freigelassen. Viele Frauen und Kinder wurden deportiert, viele der jüngeren Kinder starben an der Kälte und der schlechten Ernährung, die sie während der Deportation erlitten hatten.

## Auswirkungen

### Nach dem 10. November 1938
NS-Propaganda und antisemitische Handlungen verschärften sich deutlich während und insbesondere nach dem Novemberpogrom.
Die Auswirkungen der Gewalt hielten auch nach dem 10. November an. Viele Juden verließen Leipzig, während die Zurückgebliebenen ihre Häuser zerstört vorfanden und sich eine neue Bleibe suchen mussten. Es kam weiterhin zu Verhaftungen deutscher jüdischer Männer im Alter zwischen 16 und 60 Jahren und jüdischer Männer ohne Staatsbürgerschaft. Um einer gezielten Verfolgung zu entgehen, trennten sich Familien und lebten getrennt bei nichtjüdischen Freunden und Nachbarn.
Viele Juden wurden von ihren Arbeitsplätzen bei den „Ariern“ entlassen und mit der Zerstörung so vieler jüdischer Unternehmen wurde es äußerst schwierig, Arbeit zu finden. Das Problem traf vor allem Männer, weil ihnen nicht die gleichen Arbeitsmöglichkeiten zur Verfügung standen wie Frauen, zum Beispiel Lehrerinnen in jüdischen Schulen, Sozialarbeiterinnen, Krankenschwestern und Angestellte in jüdischen Gemeinden und Ghettos.

### Neubeginn
Obwohl es in Leipzig nach dem Zweiten Weltkrieg zu einer bescheidenen Renaissance der jüdischen Kultur kam, erlangte die Jüdische Gemeinde Leipzig nicht mehr ihre Vitalität aus der Zeit vor dem Novemberpogrom.